# Maribel Owen
Maribel Yerxa Owen (Boston, Massachusetts, 25 de abril de 1940 – Berg-Kampenhout, Bélgica, 15 de fevereiro de 1961) foi uma patinadora artística americana, que competiu nas duplas. Ela foi campeã do campeonato nacional americano e medalhista de prata no Campeonato Norte-Americano em 1961 com Dudley Richards. Owen e Richards disputaram os Jogos Olímpicos de Inverno de 1960, onde terminaram na décima posição. Ela era filha de Maribel Vinson e Guy Owen, e irmã de Laurence Owen.
Owen morreu no acidente com o voo Sabena 548 nas imediações do Aeroporto de Bruxelas, quando viajava junto com a delegação dos Estados Unidos para disputa do Campeonato Mundial que iria acontecer em Praga, na Tchecoslováquia.

## Principais resultados

### Com Dudley Richards
| Resultados                                            | Resultados        | Resultados        | Resultados       | Resultados       | Resultados    | Resultados    | Resultados    | Resultados    | Resultados    | Resultados    | Resultados    | Resultados    | Resultados    | Resultados    |
| Internacional                                         | Internacional     | Internacional     | Internacional    | Internacional    | Internacional | Internacional | Internacional | Internacional | Internacional | Internacional | Internacional | Internacional | Internacional | Internacional |
| Evento/Temporada                                      | 1957– 1958        | 1958– 1959        | 1959– 1960       | 1960– 1961       |               |               |               |               |               |               |               |               |               |               |
| ----------------------------------------------------- | ----------------- | ----------------- | ---------------- | ---------------- | ------------- | ------------- | ------------- | ------------- | ------------- | ------------- | ------------- | ------------- | ------------- | ------------- |
| Jogos Olímpicos                                       |                   |                   | 10.ª             |                  |               |               |               |               |               |               |               |               |               |               |
| Campeonato Mundial                                    |                   | 6.ª               | 10.ª             |                  |               |               |               |               |               |               |               |               |               |               |
| Campeonato Norte-Americano                            |                   |                   |                  | Medalha de prata |               |               |               |               |               |               |               |               |               |               |
| Nacional                                              |                   |                   |                  |                  |               |               |               |               |               |               |               |               |               |               |
| Campeonato dos Estados Unidos                         | Medalha de bronze | Medalha de bronze | Medalha de prata | Medalha de ouro  |               |               |               |               |               |               |               |               |               |               |
|                                                       |                   |                   |                  |                  |               |               |               |               |               |               |               |               |               |               |
| Legenda: Competição não foi disputada nesta temporada |                   |                   |                  |                  |               |               |               |               |               |               |               |               |               |               |